# Txulapain
Txulapain (cooficialment en castellà Juslapeña) és un municipi de Navarra, a la comarca de Cuenca de Pamplona, dins la merindad de Pamplona. Limita al nord amb Imotz i Atetz, a l'est amb Odieta i Ezkabarte, al sud amb Antsoain i amb Itza a l'oest.

## Composició
Està format per 11 concejos: Arístregui, Beorburu, Garciriáin, Larráyoz, Marcaláin, Navaz, Nuin, Ollacarizqueta, Osácar, Osinaga i Unzu i dos indrets habitants: Belzunce i Usi.
| Entitat de Població | Pob. (2006) |
| ------------------- | ----------- |
| Arístregui          | 24          |
| Beorburu            | 29          |
| Garciriáin          | 37          |
| Larráyoz            | 17          |
| Marcaláin           | 57          |
| Navaz               | 49          |
| Nuin                | 37          |
| Ollacarizqueta      | 104         |
| Osácar              | 19          |
| Osinaga             | 31          |
| Unzu.               | 37          |

## Topònim
A pesar de trobar-se en la zona tradicionalment bascòfona de Navarra (s'ha parlat de forma habitual fins al segle XX i actualment pertany a la Zona Mixta), Juslapeña és un topònim de clar origen romanç. Significa jus la peña, que en romanç navarroaragonès vol dir sota la penya. Apareix esmentat com Val de San Estevan en el Llibre de Rediezmo de 1268 i posteriorment com San Esteuan de Ius la Peynna en els Llibres de Focs de 1366 (amb grafia navarresa ynn és ñ) i 1427. Posteriorment apareix San Esteban de Juslapeña, ja en 1534. Finalment la vall quedaria anomenada com Juslapeña.

## Demografia
| Evolució demogràfica                                 | Evolució demogràfica | Evolució demogràfica | Evolució demogràfica | Evolució demogràfica | Evolució demogràfica | Evolució demogràfica | Evolució demogràfica | Evolució demogràfica | Evolució demogràfica | Evolució demogràfica |
| 1996                                                 | 1998                 | 1999                 | 2000                 | 2001                 | 2002                 | 2003                 | 2004                 | 2005                 | 2006                 | 2007                 |
| ---------------------------------------------------- | -------------------- | -------------------- | -------------------- | -------------------- | -------------------- | -------------------- | -------------------- | -------------------- | -------------------- | -------------------- |
| 464                                                  | 464                  | 473                  | 469                  | 483                  | 491                  | 492                  | 491                  | 502                  | 524                  | 542                  |
| Fonts: Juslapeña i Institut d'Estadística de Navarra |                      |                      |                      |                      |                      |                      |                      |                      |                      |                      |